# 斑條異育鱂
斑條異育鱂，為輻鰭魚綱鯉齒目鯉齒亞目谷鱂科的其中一種，為熱帶淡水魚，分布於中美洲墨西哥Zacapu、 Michoacán流域，體長可達3公分，棲息在泥底質底中層水域，生活習性不明。

## 擴展閱讀
維基物種上的相關：斑條異育鱂